# Culture de Danilo
Objets typiques
Céramique

L'Europe au

La culture de Danilo est une culture archéologique du Néolithique ancien qui s'est développée en Dalmatie, en Istrie et dans le sud de la Bosnie-Herzégovine d'environ 5600 à 4900 av. J.-C.

## Historique
La culture de Danilo tire son nom d'un site archéologique découvert en 1951 à Danilo, une localité de la municipalité de Šibenik, située en Dalmatie, dans l'actuelle Croatie.

## Chronologie
La culture de Danilo, datée par le carbone 14 entre environ 5600 et 4900 av. J.-C., a été subdivisée en cinq phases. Elle est suivie par la culture de Hvar.

## Description
La céramique de Danilo est notamment constituée de poteries hémisphériques ou coniques à quatre pieds et anse annulaire, qu'on appelle des rhytons. On trouve également des gobelets, des assiettes etc.
Le décor, composé de figures géométriques en forme de spirales, de croissants et de triangles hachurés, est peint ou imprimé et rempli d’incrustations rouges. Le style des figures suggère des liens avec les productions contemporaines d'Italie, particulièrement à Ripoli et Serra d'Alto.
On a également mis au jour une industrie lithique de pointes pédonculées et de grandes lames en silex ou en obsidienne obtenues par pression, utilisées pour la pêche.

## Quelques sites
- Danilo-Bitinj (Šibenik), site éponyme. Fouilles en 1953-1955 par Josip Korošec. D’autres fouilles y ont eu lieu dans les années 2000.
- Gudnja
- Krivače, près de Bribir
- Grotte de Nakovana
- Pokrovnik Pećina I. Des couches de la culture de la céramique imprimée y ont également été trouvées.
- Ravlića Pećina
- Smilčić
- Vela Spila, Korčula

## Galerie

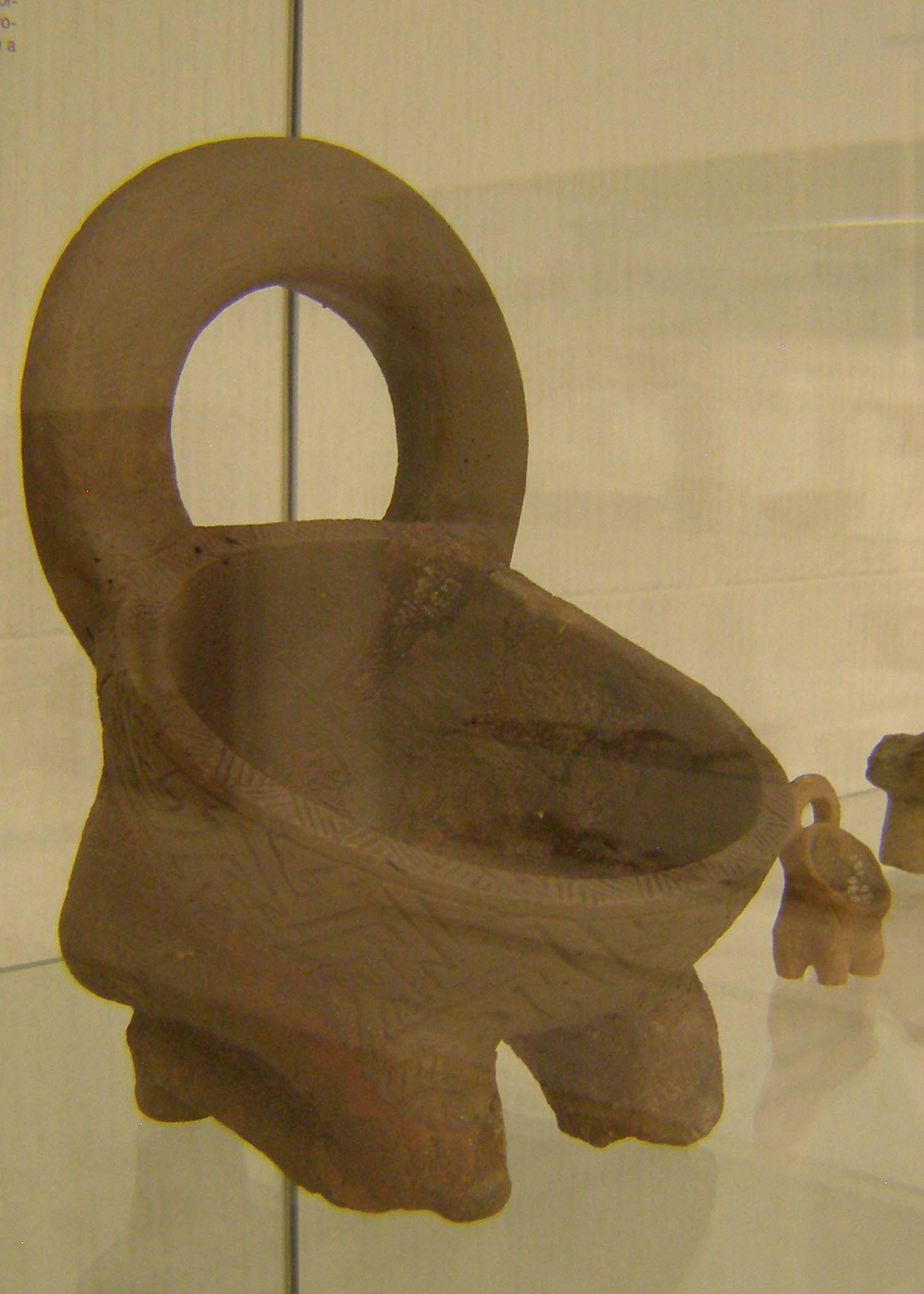
Rhyton
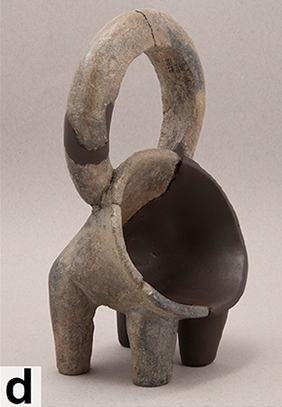
Rhyton
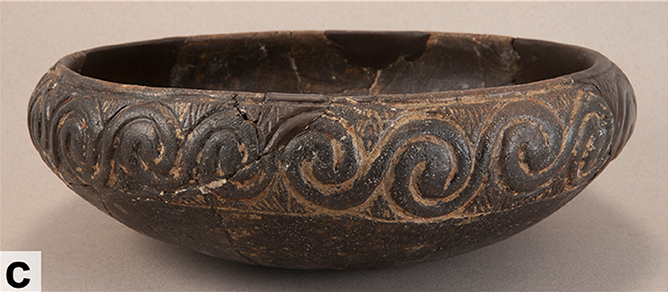
Plat